# K-551 Vladimir Monomah
K-551 Vladimir Monomah (rusko АПЛ Владимир Мономах) je strateška jedrska podmornica razreda Borej Ruske vojne mornarice. Poimenovana je po velikem knezu kijevske Rusije Vladimirju Monomahu (1053–1125). Njen gredelj je bil položen 19. marca 2004, splavljena je bila 30. decembra 2012, pristaniška preizkušanja pa so se začela januarja 2013. Projekt je razvil konstruktorski biro Rubin, glavni konstruktor pa je bil Vladimir Anatoljevič Zdornov. Podmorniške balistične rakete R-39M, s katerimi naj bi bil razred Borej opremljen, niso bile razvite zaradi splodletelih preizkusov in razred je bil prekonstruiran za novo podmorniško balistično raketo R-30 Bulava. R-30 Bulava je manjša od prvotne rakete R-39M in po podatkih pogodbe START iz leta 2007 naj bi bilo na vseh podmornicah razreda Borej nameščenih po 16 raket, namesto prvotno predvidenih 12.
Vladimir Monomah je bil predan Ruski vojni mornarici 19. decembra 2014, 26. septembra 2016 pa je prispel v bazo Tihooceanske flote. Je del 25. divizije podmornic v Viljučinsku.
12. oktobra 2020 je izvedel prvo izstrelitev rakete Bulava v Tihem oceanu. Salva štirih raket, izstreljena iz potopljenega položaja v Ohotskem morju, je zadela učni poligon Čiža v Arhangelski oblasti.